# Secondo
Il minuto secondo (più comunemente, per ellissi, secondo) è un'unità di misura del tempo e una delle sette unità base del Sistema Internazionale.
Il simbolo esatto è s, senza punto; a volte i secondi vengono erroneamente indicati con  sec. o sec (che invece corrispondono rispettivamente all'abbreviazione di secolo e al simbolo di secante), o con il simbolo ″.
Stando alla dicitura ufficiale del BIPM, il secondo è definito come la durata di 9 192 631 770 periodi della radiazione corrispondente alla transizione tra due livelli iperfini, da (F=4, MF=0) a (F=3, MF=0), dello stato fondamentale dell'atomo di cesio-133.

## Storia
Storicamente il secondo venne definito, in termini di rotazione terrestre, come 1/86 400 del giorno solare medio, oggi è lievemente meno di 1/86 400 del giorno medio a causa del lentissimo e impercettibile, ma progressivo allungamento delle giornate causato dall'interazione gravitazionale Terra-Luna e la forza di marea che quest'ultima esercita sul nostro pianeta; unitamente a altri fattori principalmente riguardanti la fusione di ghiacciai alle alte latitudini. Nel 1956 il Comitato internazionale dei pesi e delle misure, con l'autorità datagli dalla decima Conferenza generale sui pesi e sulle misure del 1954, definì il secondo in termini di rivoluzione terrestre attorno al Sole in una particolare epoca, poiché si riconobbe che la rotazione terrestre non era sufficientemente uniforme da essere uno standard per il tempo. Il movimento della Terra venne descritto nelle Tabelle del sole di Newcomb, che fornivano una formula per il movimento del sole all'epoca 1900, basata sulle osservazioni astronomiche fatte durante il XVIII e XIX secolo. Il secondo effemeride così definito era:
«la frazione di 1/31 556 925,9747 dell'anno tropico per lo 0 gennaio 1900 alle ore 12 tempo effemeride».
Questa definizione venne ratificata dall'undicesima Conferenza generale sui pesi e sulle misure del 1960. Il riferimento all'anno 1900 non significa che questa sia l'epoca del giorno solare medio di 86 400 secondi. Piuttosto, è l'epoca dell'anno tropico di 31 556 925,9747 secondi in tempo effemeride. Il tempo effemeride (ET) venne definito come la misura del tempo che porta la posizione osservata dei corpi celesti, in accordo con la teoria dinamica del movimento newtoniano.
A seguito di numerosi anni di lavoro, due astronomi - William Markowitz dello United States Naval Observatory (USNO) e Louis Essen del National Physical Laboratory di Teddington (Inghilterra) - determinarono la relazione tra la frequenza dell'atomo di cesio e il secondo effemeride. Essi determinarono il movimento orbitale della Luna rispetto alla Terra, dal quale il movimento apparente del Sole può essere riferito, in termini di tempo misurato da un orologio atomico. Come risultato, nel 1967 la tredicesima conferenza generale sui pesi e sulle misure adottò il secondo del Tempo atomico internazionale nel Sistema Internazionale come:
«la durata di 9 192 631 770 periodi della radiazione corrispondente alla transizione tra due livelli iperfini, da (F=4, MF=0) a (F=3, MF=0), dello stato fondamentale dell'atomo di cesio-133»
Questa definizione, e il valore della costante fisica, sono stati confermati nel 2018 dalla 26ª CGPM.
Lo stato fondamentale è definito a campo magnetico nullo. Il secondo così definito è equivalente al secondo effemeride.
Il secondo è l'unità di misura definita con maggiore accuratezza, che è attualmente nell'ordine di 10−12.
In Italia il secondo è misurato in base al campione dell'Istituto elettrotecnico nazionale Galileo Ferraris, a Torino.

## Multipli e sottomultipli
Nei prefissi SI vengono usati i multipli e i sottomultipli del secondo.
| Fattore | Simbolo | Unità di misura |
| ------- | ------- | --------------- |
| 1024    | Ys      | yottasecondo    |
| 1021    | Zs      | zettasecondo    |
| 1018    | Es      | exasecondo      |
| 1015    | Ps      | petasecondo     |
| 1012    | Ts      | terasecondo     |
| 109     | Gs      | gigasecondo     |
| 106     | Ms      | megasecondo     |
| 103     | ks      | kilosecondo     |
| 100     | s       | secondo         |
| 10−3    | ms      | millisecondo    |
| 10−6    | µs      | microsecondo    |
| 10−9    | ns      | nanosecondo     |
| 10−12   | ps      | picosecondo     |
| 10−15   | fs      | femtosecondo    |
| 10−18   | as      | attosecondo     |
| 10−21   | zs      | zeptosecondo    |
| 10−24   | ys      | yoctosecondo    |

L'exasecondo che equivale a circa 32 miliardi di anni e i suoi multipli non sono usati poiché superiori alla data stimata dell'universo dal Big bang (circa 1017 secondi): quindi non ha senso esprimere periodi di tempo con queste unità di misura estremamente grandi persino per le età delle galassie e dello stesso universo.
La seguente tabella illustra ulteriori multipli non ufficiali ma di uso comune del secondo.
| Fattore    | Simbolo       | Unità di misura            |
| ---------- | ------------- | -------------------------- |
| 60         | min (anche ') | minuto primo (abb. minuto) |
| 3,6 × 103  | h             | ora                        |
| 8,64 × 104 | d             | giorno solare medio        |